# Cercária
Uma cercária é a forma larval do parasita trematódeo, uma classe de platelmintos. Desenvolve-se dentro das células germinais do esporocisto ou rédia, através de pedogênese. Tem importância sanitária, uma vez que são a fase que permite a penetração do Schistossoma mansoni no hospedeiro vertebrado, como o ser humano, a partir do epitélio, causando esquistossomose. Uma cercária tem uma cabeça afunilada e glândulas de penetração, que produzem enzimas. Podem ter ou não uma "cauda", de função natatória, dependendo da espécie. A cercária móvel procura um hospedeiro onde se desenvolverá até a fase adulta, ou se transformará em mesocercária ou metacercária, dependendo da espécie.
Rotíferos produzem um fator químico paralisante, impedindo as cercárias de nadar e suprimindo a infecção por esquistossomos.